# Балашов, Юрий Сергеевич (зоолог)
Юрий Сергеевич Балашов (25 декабря 1931, Ленинград — 28 сентября 2012, Санкт-Петербург) — советский и российский учёный-биолог, член-корреспондент Российской академии наук (1994), специалист в области проблем общей паразитологии. Главный редактор журнала «Паразитология» с 1992 по 2012 год. Под его руководством защищены 16 кандидатских и 6 докторских диссертаций.

## Биография
- С 1949 по 1954 год учился на биологическом факультете в Ленинградском государственном университете на кафедре зоологии беспозвоночных под руководством члена-корреспондента АН СССР В. А. Догеля.
- В 1954 году поступил в аспирантуру ЗИН АН СССР по специальности паразитология, стал учеником академика Е. Н. Павловского.
- в 1957 году защитил кандидатскую диссертацию.
- С 1957 года до кончины работал в Зоологическом институте на разных должностях.
- В 1967 году защитил докторскую диссертацию,
- В 1984 году присвоено звание профессора,
- 31 марта 1994 года избран членом-корреспондентом РАН в отделение общей биологии по специальности «Паразитология».

## Награды
- Золотая медаль им. Е. Н. Павловского Президиума РАН (1981) за научные исследования в области паразитологии.
- Медаль ордена «За заслуги перед Отечеством» II степени (1999)[3].
- Медали «За трудовую доблесть» и «За доблестный труд».

## Основные труды
- Балашов Ю. С. Кровососущие клещи (Ixodidae) — переносчики болезней человека и животных. — Л.: Наука, 1967. — 320 с. с.
- Балашов Ю. С. Паразито-хозяинные отношения членистоногих с наземными позвоночными. — Л.: Наука, 1982. — 553 с.
- Балашов Ю. С. . Иксодовые клещи — паразиты и переносчики инфекций. — СПб.: Наука, 1998. — 287 с.
- Балашов Ю. С. Эволюция гематофагии среди насекомых и клещей // Энтомологическое обозрение. — 1999. — Т. 78:, № 3. — С. 749—763..
- Балашов Ю. С. Термины и понятия, используемые при изучении популяций и сообществ паразитов // Паразитология. — 2000. — Т. 34, № 5. — С. 361—370.
- Балашов Ю. С. Эволюция гнездово-норового паразитизма у насекомых и клещей // Энтомологическое обозрение. — 2000. — Т. 79, № 4. — С. 950—965.
- Балашов Ю. С. Коэволюция паразитических насекомых и клещей с их хозяевами — наземными позвоночными // Энтомологическое обозрение. — 2001. — Т. 80, № 4. — С. 925—942.
- Балашов Ю. С. Видовое разнообразие паразитарных сообществ насекомых и клещей на млекопитающих // Энтомологическое обозрение. — 2002. — Т. 81, № 4. — С. 930—943.
- Балашов Ю. С. Видовое разнообразие паразитарных сообществ насекомых и клещей на птицах // Энтомологическое обозрение. — 2003. — Т. 82, № 4. — С. 922—942.
- Балашов Ю. С. Паразитизм клещей и насекомых на наземных позвоночных. — СПб.: Наука, 2009. — 357 с.